# Trevi (rione de Roma)

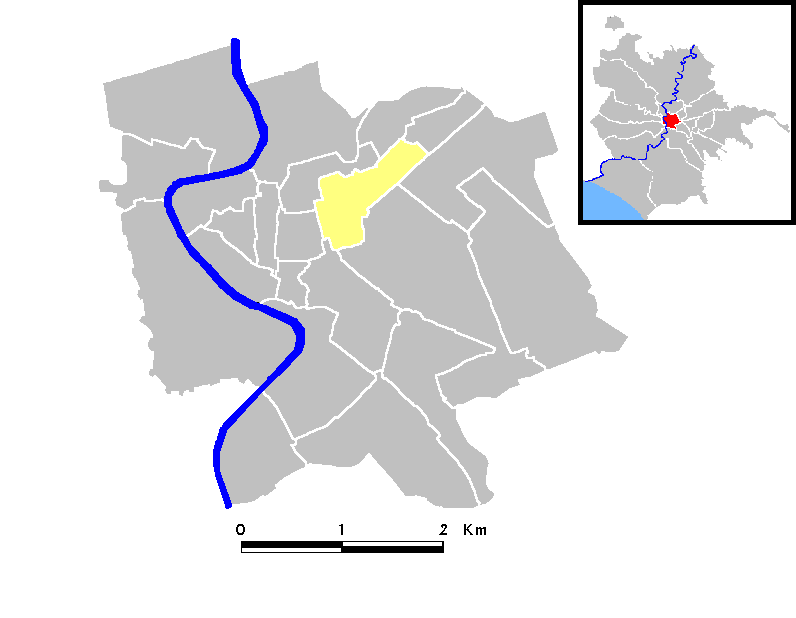
Mapa do Rione I - Monti.

Trevi é um dos vinte e dois riones de Roma, oficialmente numerado como Rione II, localizado no Municipio I. A origem do nome é incerta, mas a possibilidade mais aceita é que seria derivado do latim "trivium" ("três vias"), uma referência a três ruas que levavam à Piazza dei Crociferi, uma praça perto da moderna Piazza di Trevi.

## História

Brasão de Trevi: três espadas num fundo vermelho.

Na época da República Romana, o território deste rione era parte da Região III e, no período Imperial, foi dividido duas outras regiões: a VI - Alta Semita e VII - Via Lata, a primeira no alto das colinas e a segunda, às margens do Tibre. Neste período, a região era ocupada por casas privadas e alguns edifícios monumentais. Enquanto a Via Lata era o centro das atividades comerciais da cidade, a Alta Semita era uma região residencial mais pacífica. Depois da queda do Império Romano do Ocidente, muitas pessoas se mudaram das colinas para as regiões mais baixas, onde era mais fácil conseguir água depois que os aquedutos romanos deixaram de funcionar e não havia mais escravos para o transporte. E a urbanização seguiu este movimento: enquanto a região perto do rio estava repleta de edifícios, a parte mais alta do rione só foi ocupada novamente no Renascimento.
Em 1600, a urbanização, com novas ruas, igrejas e fontes, provocou algumas mudanças em Trevi, mas nada mudou significativamente até o final do século XIX. O monte Quirinal, parcialmente isolado da parte mais lotada perto do rio, estava lentamente se tornando o centro do poder na cidade por causa da construção de edifícios pertencentes aos papas e seus aliados.
Durante a ocupação napoleônica de Roma, em 1811, o Quirinal foi selecionado para ser a sede do poder francês em Roma, mas o plano não se concretizou por causa da queda de Napoleão. Contudo, a ideia ficou e foi parcialmente realizada depois que Roma se tornou a capital da nova Itália unificada depois de 1870. Atualmente, diversos ministérios do governo da Itália estão no rione Trevi. Este movimento modificou completamente a aparência da parte alta do rione, que até então era repleta de pequenas ruas, igrejas e alguns monumentos.

## Vias e monumentos
- Fontana dei Dioscuri
- Fontana di Trevi
- Fontana del Tritone
- Quattro Fontane
- Jardim de Montecavallo
- Jardim do Palácio Colonna
- Jardim do Quirinal
- Obelisco del Quirinale
- Piazza Barberini
- Piazza Santi Apostoli
- Piazza San Bernardo
- Piazza della Pilota
- Piazza del Quirinale
- Piazza di San Silvestro
- Piazza di Trevi
- Torre Colonna
- Torre Mesa
- Via Barberini
- Via del Corso
- Via della Dataria
- Via Lata
- Via del Nazareno
- Via delle Quattro Fontane
- Via Quattro Novembre
- Via del Quirinale
- Via del Tritone
- Via Ventiquattro Maggio

### Antiguidades romanas
- Altar do incêndio de Nero
- Complexo da via in Arcione
- Santuário de Diana Planciana
- Santuário de Semo Sanco Dio Fidio
- Sepulcro dos Semprônios
- Templo de Serápis
- Templo de Febre
- Templo da Fortuna Euelpis
- Templo da Gente Flávia
- Templo de Quirino
- Templo de Salus
- Templo de Serápis
- Templo da Esperança

## Edifícios

### Palácios evillas
- Albergo Marini Strand
- Palazzo dell'AIFA
- Palazzo Alli Maccarani
- Palazzo delle Assicurazioni Generali
- Palazzetto Azzurri a Via del Tritone (Via del Tritone, 66)
- Palazzo Barberini
- Palazzo Bolognetti-Torlonia (destruído)
- Palazzo del Bufalo alle Fratte
- Palazzo della Calcografia Nazionale
- Palazzo Carpegna, sede da Academia de São Lucas
- Palazzo Castellani
- Palazzo Celani
- Palazzo Chigi-Odescalchi
- Palazzo della Consulta
- Palazzo Colonna
- Palazzo Cornaro Pamphilj
- Palazzetto De Angelis
- Palazzo della Dataria
- Palazzo del Gallo di Roccagiovine a Trevi
- Palazzo Gentili del Drago
- Palazzo Guglielmi Gori (ou Ruffi)
- Palazzo INAIL
- Palazzo Lucchesi
- Palazzo Maccarani
- Palazzo del Magazzini Old England
- Palazzo Mancini
- Palazzo del Messaggero (Via del Tritone, 152)
- Palazzo Moroni
- Palazzo Mengarini
- Palazzo Muti Balestra
- Palazzo Muti Papazzurri
- Palazzo Nepoti (destruído)
- Palazzo della Panetteria
- Palazzo Pignatelli
- Palazzo Poli
- Palazzo di Propaganda Fide
- Palazzo Rospigliosi Antamoro
- Palazzo dei Sabini
- Palazzo Salimei
- Palazzo del Quirinale
  - Coffee House del Quirinale
  - Estábulos do Palácio do Quirinal
  - Manica Lunga
  - Palazzina del Segretario della Cifra
  - Torre da Guarda Suíça
  - Villa d'Este al Quirinale (demolida)
- Palazzo Riario Della Rovere
- Palazzetto Salviati-Mellini
- Palazzo San Felice
- Palazzo Scanderbeg
- Palazzo Sciarra Colonna
- Palazzo Testa Piccolomini
- Palazzo del Tritone
- Palazzo Valentini
- Palazzo Volpi Galloppi
- Villa Savorgnan di Brazzà

### Outros edifícios
- Caserna dei corazzieri
- Collegio Germanico Ungarico
- Galeria Nacional de Arte Antiga
- Galleria Sciarra
- Museo delle Cere
- Museo nazionale delle paste alimentari
- Pontifícia Universidade Gregoriana
- Pontificio Collegio Americano del Nord
- Pontifício Colégio Armênio
- Scuderie del Quirinale
- Teatro Drammatico Nazionale
- Teatro Quirino

### Igrejas
- Santi Apostoli
- San Basilio agli Orti Sallustiani
- Santi Claudio e Andrea dei Borgognoni
- Santa Croce e San Bonaventura dei Lucchesi
- Oratorio del Crocifisso
- Madonna dell’Archetto
- San Marcello al Corso
- Santa Maria del Carmine alle Tre Cannelle
- Santa Maria in Trivio
- Santa Maria dell'Umiltà
- Santa Maria di Loreto
- Santa Maria in Via
- San Nicola da Tolentino agli Orti Sallustiani
- Santissimo Nome di Maria
- Cappella Paolina di Palazzo del Quirinale
- San Pietro Canisio agli Orti Sallustiani
- Santa Rita da Cascia alle Vergini
- Oratorio del Santissimo Crocifisso
- Oratorio del Santissimo Sacramento (ou Oratorio dell'Angelo Custode)
- San Silvestro al Quirinale
- Santa Susanna alle Terme di Diocleziano
- Santi Vincenzo e Anastasio a Trevi

Igrejas desconsagradas
- Beato Nicola de Rupe
- Sant'Andrea degli Scozzesi
- San Giovanni della Ficozza (ou San Giovanni dei Maroniti)
- San Nicola de Portiis

Igrejas demolidas
- Santo Angelo Custode al Tritone
- Sant'Andrea de Biberatica
- San Benedetto de Urbe
- Santissimo Crocifisso Agonizzante in Arcione
- Santa Maria della Neve dei Foglianti
- San Matteo delle Muratte
- San Nicola in Arcione
- Presentazione di Maria Santissima
- San Romualdo
- Santa Teresa dello Scalone

Templos não-católicos
- St Andrew's Church
- Chiesa evangelica valdese in Trevi